# 6280 Сікарді
6280 Сікарді (6280 Sicardy) — астероїд головного поясу, відкритий 2 вересня 1980 року.
Тіссеранів параметр щодо Юпітера — 3,626.